# Mario Li Vigni
Mario Li Vigni (Piazza Armerina, 7 aprile 1924 – Ravenna, 23 novembre 2014) è stato un politico italiano, senatore della Repubblica Italiana per tre legislature (1968-1979) e presidente della Provincia di Ravenna (1979-1985).